# Трихатки
Трихатки (укр. Трихатки) — село, относится к Татарбунарскому району Одесской области Украины.
Население по переписи 2001 года составляло 149 человек. Почтовый индекс — 68142. Телефонный код — 4844. Занимает площадь 0,49 км². Код КОАТУУ — 5125083903.

## Местный совет
68142, Одесская обл., Татарбунарский р-н, с. Приморское, ул. Победы, 64а